# ديزي خان
ديزي خان (بالإنجليزية: Daisy Khan) هي صحفية أمريكية، ولدت في 1958 في كشمير في باكستان.
ناشطة مسلمة ومصلحة دينية إسلامية، المديرة التنفيذيّة لمبادرة المرأة الإسلامية في الروحانيّة والمساواة وهي منظمة تقودها النساء وتلتزم ببناء السلام، المساواة والعدل للمسلمين حول العالم. دايزي هي معلقة إعلامية ناشطة على مواضيع مثل حقوق المرأة المسلمة، الإسلام في أمريكا، العنصرية ضد المسلمين والتطرف العنيف. في عام 2017، نشرت المعلقة خان عبر منظمة المبادرة الإسلامية بعنوان "المعرفة تنهي التطرف"، وهو تقرير يهدف إلى منع تصاعد الكراهية والتطرف وتطوير جمعيات السلام. نشرت دار النشر راندوم هاوس مذكراتها ولدتُ بأجنحة (بالإنجليزية: Born with Wings) في أبريل 2018. اشتهرت أعمال خان وأٌدرج اسمها من ضمن «أكثر 100 شخصية مؤثرة» في مجلة تايم، ووضعتها جريدة هافينغتون بوست  من ضمن «أفضل 10 قياديات بإيمانهن» ووصفتها مجلة مور بأنها «حلقة وصل بين الإسلام العادل والغرب.»

## حياتها
ولدت دايزي خان في سفوح جبال الهمالايا في ولاية جامو وكشمير الهندية. نشأت السيدة خان في منزل إسلامي حيث كان التعليم في عائلتهم ذو قيمة عالية. التحقت خان بمدرسة مسيحية يديرها القديس باتريك. كبرت خان في بيئة بها عدد كبير من الهندوس والسيخ والمسلمين، كان الانسجام والتسامح والوحدة هو الشعار الأساسي لطفولتها في كشمير. كان لغلام حسن خان جد دايزي تأثيراً قوياً في حياتها. خان، كبير المهندسين في ولاية كشمير، درس الهندسة المدنية في جامعة هارفارد في عشرينيات القرن الماضي وشجع أبناءه وأحفاده على متابعة أفضل تعليم متاح بغض النظر عن المنطقة المحلية.

### الانتقال إلى أمريكا
في سن السادسة عشرة وبدعم من والديها، غادرت خان إلى الولايات المتحدة لمتابعة تعليمها في الفن والتصميم. وصلت إلى لونغ آيلاند وعاشت في أريحا بنيويورك مع خالتها وعمها. بعد المدرسة الثانوية، حصلت على شهادة من كلية نيويورك للتصميم الداخلي. في أوائل العشرينات من عمرها، انتقلت إلى مانهاتن وسارت في حياتها المهنية، حيث عملت لمدة 80 ساعة في الأسبوع مصممةً معماريةً. طوال هذه الفترة، استمرت خان في مصارعتها مع دينها. مع صعود الثورة الإيرانية، اضطرت إلى التوفيق بين الإسلام السلمي لذكريات طفولتها والنضالات العنيفة التي صورتها وسائل الإعلام.

## مهنتها
فيما تذكره خان بأنه صدفة غريبة، تضمنت أولى مشاريعها الكبيرة العمارة الدينية. كان أول مشروع كبير لخان هو المساعدة في تصميم المركز الإسلامي في لونغ آيلاند، الذي شارك في تأسيسه عمها والذي يعد الآن أحد أبرز المساجد في منطقة نيويورك. وصلت خان فيما بعد عبر الخطوط الدينية وعملت على تصميم معبد هندوسي. من خلال عملها مع العمارة الدينية والمخلصين المحليين، أدركت خان كيف يتوق المهاجرون إلى إعادة إنشاء أوطانهم في أمريكا. عملت خان مديرة مشروع عُرف آنذاك باسم شيرسون ليمان براذرز في الطابق 106 من مركز التجارة العالمي. تتذكر التأثير الدائم لأول تفجير الذي حصل في عام 1993 بعد شيرسون عملت في شركة النشر بري ميديا، حيث أشرفت على تصميم مكاتب مجلة Seventeen، ثم انضمت لاحقًا إلى شركة اتصالات.

## خدمة المجتمع
من أجل تعزيز رؤية اسلام متناغم ومتقدم، أسست خان وزوجها الإمام فيصل عبد الرؤوف ما يُعرف الآن بالجمعية الأمريكية لتقدم المسلمين (ASMA) في عام 1997. وعمل خان كمدير تنفيذي لغير المسلمين. - ربحية لمدة 17 سنة. في ASMA، كرست خان نفسها لتعزيز التعبير عن الإسلام على أساس التناغم الثقافي والديني من خلال التعاون بين الأديان، وتنمية الجيل القادم من القادة، وتعزيز حقوق المرأة وبناء الجسور من خلال الثقافة والفنون.

### تأسيس مبادرة المرأة الإسلامية في الروحانيات والمساواة
في محاولة للتأكيد على القواسم المشتركة بين التقاليد الإبراهيمية، ابتكرت خان إنتاجات مسرحية رائدة بين الأديان بما في ذلك نفس الفروق ومهرجان قرطبة للخبز. لإعطاء الأولوية للنهوض بالمرأة المسلمة وتمكين الشباب على الصعيد العالمي، أطلق خان برنامجين متطورين لإنشاء منصة تزيد من التأثير الجماعي لوكلاء التغيير الاجتماعي هؤلاء. في عام 2004 أسست خان منظمة "قادة الغد المسلمون" (MLT) من أجل تنمية وتمكين شبكة عالمية من القادة المسلمين الشباب. إنها أكبر شبكة للقادة المسلمين الشباب حول العالم. في أوائل العقد الأول من القرن الحادي والعشرين، أزعج خان سوء المعاملة (الرجم وجرائم الشرف والزواج القسري) للنساء المسلمات في جميع أنحاء العالم. ذات الصلة بالمرأة المسلمة. واستناداً إلى خبرات أعضائه في كل من الفقه الإسلامي ومجالات مثل التاريخ والعلوم السياسية وعلم الكلام وعلم الاجتماع، أصدر مجلس الشورى بيانه الأول في عام 2009 بعنوان "الجهاد ضد العنف"، والذي يدين التطرف العنيف. أصدر مجلس شورى النساء المسلمات العالمي بيانات عن العنف الأسري والتطرف العنيف وختان الإناث والتبني. استُخدمت تصريحات المجلس لتدريب الأئمة في أفغانستان من أجل الدفاع عن حقوق المرأة ومكافحة التطرف العنيف في المنطقة. في عام 2006، أسست خان مبادرة المرأة الإسلامية في الروحانيات والمساواة (وايز). تعمل WISE من أجل بناء حركة عالمية متماسكة للنساء المسلمات، وتعزيز حقوق المرأة، وتمكين المرأة من اتخاذ خيارات كريمة، والمشاركة الكاملة في إنشاء مجتمعات عادلة ومزدهرة. في عام 2017، نشرت خان WISE Up، وهو تقرير تعاوني تمت كتابته بمساعدة 72 مساهمًا. يهدف WISE Up إلى مواجهة الارتفاع الأخير في خطاب الكراهية والتطرف العنيف. 

### المنشورات والنشاط
وسط تنامي ظاهرة العنصرية ضد المسلمين في الولايات المتحدة، نشر خان مقالاً في صحيفة الجارديان بعنوان "الإسلاموفوبيا هي العدو الأكبر لأمريكا".  كما جلست خان في حلقة نقاش مع مجلس العلاقات الخارجية في يونيو 2011 لمناقشة "الإسلام في أمريكا". وفي مارس 2011، تحدث خان ضد جلسات الاستماع التي عقدها بيتر كينغ حول "تطرف" المسلمين الأمريكيين. كما نظم خان مسيرة ضد جلسات الاستماع لبيتر تي كينغ بعنوان "أنا مسلم أيضًا" في 6 مارس 2011 في تايمز سكوير بنيويورك.كما كتبت خان مقالاً في هافينغتون بوست عن الحريات المدنية بعنوان "هل شرطة نيويورك حقًا ضد المسلمين؟"  وفي عام 2011، جمعت خان 300 شخص من جميع الأديان في ليلة تذكارية. الحدث، الذي يحمل عنوان "النوايا الحسنة: قصص الأمل والصمود"، سلط الضوء على المئات من مشاريع بناء الجسور التي تم تنفيذها منذ 11 أيلول، مع تكريم العائلات اليهودية والمسيحية والمسلمة لضحايا 11 سبتمبر.
في عام 2009، اقترحت خان وزوجها بناء مركز مجتمعي، قرطبة هاوس في بارك 51، على بعد مبنيين من مركز التجارة العالمي، مما أدى إلى نقاش وطني في وسائل الإعلام الأمريكية حول الحق في العبادة والحرية الدينية.

## وسائل الإعلام
تحاضر خان بانتظام في الولايات المتحدة وعلى الصعيد الدولي. ظهرت في العديد من وسائل الإعلام، مثل CNN، والجزيرة، ومناظرات الدوحة على قناة BBC World. عملت كمستشارة ومساهمة في مجموعة متنوعة من الأفلام الوثائقية، بما في ذلك برنامج محمد على PBS: إرث نبي، وداخل مكة في ناشيونال جيوغرافيك، وقناة هولمارك الاستماع إلى الإسلام.
خان هي مساهمة في مدونة "عن الإيمان" (بالإنجليزية: On Faith) لواشنطن بوست وكثيراً ما تُقتبس في المنشورات المطبوعة، مثل صحيفة تايمز ونيوزويك
شيكاغو تريبيون ونيويورك تايمز وصحيفة فرانكفورتر العامة وسعودي جازيت والخليج تايمز.
في عام 2006، شاركت خان في مناظرة استضافتها NPR's Intelligence Squared حول "وزن حدود حرية التعبير"، حيث جادل فريقها ضد فكرة أن "اقتراح حرية التعبير يتضمن الحق في الإساءة"، وخسر في النهاية من خلال تصويت الجمهور، لفريق المعارضة بقيادة كريستوفر هيتشنز.

### الجوائز والتقدير[5]
- جائزة خدمة المجتمع، مجلس مجتمع برونكس، 2017
- جائزة الخدمة الإنسانية، تحالف One Spirit Learning 2016
- تكريم المرأة المسلمة في مجتمعنا، المركز الإسلامي في لونغ آيلاند، 2015
- جائزة الإيمان في العمل، المركز الدولي للدين والدبلوماسية، 2014
- جائزة الأصوات التي تتحدى، The Interfaith Alliance of NYS، 2013
- تم اختيارDaisyKhan ضمن أفضل 140 موجزًا على Twitter لعام 2012
- أول حاصل على جائزة Charles Ansbacher، صندوق Hunt Alternatives، 2012
- تم اختيارها كواحدة من "عشر نساء مسلمات يجب على كل شخص معرفته"، مدونة هافينغتون بوست للدين، 2012
- ظهر اسم Daisy Khan في تصنيف "7 نساء يجب متابعتهن على Twitter"، جلامور، 2012
- الالتزام الملهم بالعمل بين الأديان. أرضية مشتركة، 2012
- بناء الجسور من خلال حوار الأديان، مؤسسة IQRA التعليمية الدولية، 2011
- جائزة إليانور روزفلت لحقوق الإنسان، لجنة خدمة الموحدين، 2011
- جائزة إدنبرة للسلام -مدينة إدنبرة، جمعية إدنبرة بين الأديان، ومهرجان الروحانيات والسلام، ومؤتمر القادة الدينيين في إدنبرة، 2011
- جائزة الصوت النبوي، مركز شالوم، 2011
- الالتزام بالعمل، مبادرة كلينتون العالمية، 2010
- جائزة المرأة التي تمكِّن وتلهم، المركز العربي الأمريكي لدعم الأسرة، 2010
- تسمية ديزي خان في قائمة 21 قائداً للقرن الحادي والعشرين: سبعة من يتفوقون على الطاغية، ومينز إي نيوز، 2008
- حصلت ديزي خان على لقب "المحرك الرئيسي"، صندوق هانت للبدائل، 2007
- جائزة جيمس باركس مورتون بين الأديان، مركز الحوار بين الأديان بنيويورك، 2006
- جائزة حياة الالتزام، مدرسة أوبورن اللاهوتية، 2005

- مراجع

1. ↑  "Presentation Convent Higher Secondary School". مؤرشف من الأصل في 2019-04-06. اطلع عليه بتاريخ 2012-04-16.
2. ↑  "The smashers of Mary's images are acting more against statues than against her". ذي إيكونوميست. 30 نوفمبر 2017. مؤرشف من الأصل في 2018-05-11. اطلع عليه بتاريخ 2017-12-02.
3. ↑  "Combating Extremism and Islamophobia in the United States". Council on Foreign Relations. مؤرشف من الأصل في 2017-02-22. اطلع عليه بتاريخ 2016-10-26.
4. 1 2  "صحيفة أمريكية: عشر نساء مسلمات أثرن في العالم". مصراوي.كوم. مؤرشف من الأصل في 2020-11-01. اطلع عليه بتاريخ 2023-03-14.
5. 1 2 3 4 5 6 7  "Daisy Khan: Executive Director of Women's Islamic Initiative, Speaker | PRH Speakers Bureau" (بالإنجليزية الأمريكية). Archived from the original on 2022-10-07. Retrieved 2023-03-14.